# Motif-Index
Il Motif-Index of Folk-Literature è un'opera in sei volumi che costituisce il catalogo dei Motivi (unità narrative minime) nel folklore di tutto il mondo, relativamente a diversi generi narrativi: fiabe, ballate, miti, favole, novelle, exempla, fabliaux, leggende.  Pubblicata dallo studioso statunitense Stith Thompson nel periodo 1932–1936, è stata poi rivista e ampliata dallo stesso autore nel periodo 1955–1958.  Il catalogo, ora disponibile anche nella versione digitale (solo in inglese) è uno strumento di riferimento negli studi sul folklore e la narrativa di tradizione orale, usato in abbinamento con l'Indice Internazionale di Aarne–Thompson–Uther (ATU Index) che invece classifica i racconti popolari per Tipi.
In Italia la prima applicazione del Motif-Index al materiale folklorico su scala nazionale è stato il volume Tradizioni orali non cantate. Primo Inventario nazionale per Tipi, Motivi o Argomenti edito nel 1975 a cura di Alberto Mario Cirese e Liliana Serafini, che era il catalogo del progetto di rilevazione promosso negli anni 1968-72 dalla Discoteca di Stato coordinato dallo stesso Cirese

## Edizioni del Motif-Index of Folk Literature
- Stith Thompson, Motif-Index of Folk-Literature: A Classification of Narrative Elements in Folk-Tales, Ballads, Myths, Fables, Mediaeval Romances, Exempla, Fabliaux, Jest-Books, and Local Legends, FF Communications, 106–109, 116–117, 6 vols (Helsinki: Suomalainen Tiedeakatemia/Academia Scientiarum Fennica, 1932–36)/Indiana University Studies, 96–97, 100–101, 105–106, 108–112, 6 vols (Bloomington, Ind, 1932–1936).
- Stith Thompson, Motif-Index of Folk-Literature: A Classification of Narrative Elements in Folk-Tales, Ballads, Myths, Fables, Mediaeval Romances, Exempla, Fabliaux, Jest-Books, and Local Legends, rev. and enl. edn, 6 vols (Copenhagen: Rosenkilde and Bagger, 1955–58).

## Esempi di applicazione del Motif-Index of Folk Literature ai repertori folklorici nazionali
- Baughman, Ernest (1966). Type and Motif-Index of the Folktales of England and North America.
- Boberg, Inger M. (1966). Motif-Index of Early Icelandic Literature. Bibliotheca Arnamagnæana 27. Copenhagen: Munksgaard.
- Bordman, Gerald (1963). Motif-Index of the English Metrical Romances.
- Bray, Dorothy Ann (1992). A list of motifs in the lives of the early Irish saints. FF Communications 252. Helsinki: Academia Scientiarum Fennica.
- Cirese, Alberto Mario; Serafini, Liliana (1975). Tradizioni orali non cantate. Primo Inventario nazionale per tipi, motivi o argomenti di fiabe, leggende, storie e aneddoti, indovinelli, proverbi, notizie sui modi tradizionali di espressione e di vita ecc. di cui alle registrazioni sul campo promosse dalla Discoteca di Stato in tutte le regioni italiane negli anni 1968-69 e 1972, (a cura di A. M. Cirese e L. Serafini con la collaborazione iniziale di Aurora Milillo), Roma: Ministero per i Beni Culturali e ambientali, Discoteca di Stato.
- Cross, Tom Peete (1952). Motif-Index of Early Irish Literature. Indiana University Publications, Folklore Series 7. Bloomington: Indiana University.
- Delarue, Paul; Tenèze, Marie-Louise (1957-2000) Le Conte populaire français: catalogue raisonné des versions de France et des pays de langue française d’outre-mer, CNRS.
- El-Shamy, Hasan (1995). Folk Traditions in the Arab World: A Guide to Motif Classification. 2 Vols. Bloomington: Indiana University Press.
- El-Shamy, Hasan (2006). Motif Index of The Thousand and One Nights. Bloomington: Indiana University Press.
- Frenzel, Elisabeth (2008). Motive der Weltliteratur: Ein Lexikon dichtungsgeschichtlicher Längsschnitte. Stuttgart: Kroener.
- Goldberg, Harriet (1998). Motif-index of medieval Spanish folk narratives.
- Goldberg, Harriet (2000). Motif-index of folk narratives in the pan-Hispanic romancero.
- Guerreau-Jalabert, Anita (1992). Index des Motifs Narratifs dans les Romans Arthuriens Français en Vers (XIIe-XIIIe Siècles)/Motif-Index of French Arthurian Verse Romances (12th-13th century). Publications Romanes et Françaises 202. Geneva: Droz.
- Haboucha, Reginetta (1992). Types and motifs of the Judeo-Spanish folktales. New York, London: Garland.
- Jason, Heda (2000). Motif, type, and genre: a manual for compilation of indices & a bibliography of indices and indexing.
- Kirtley, Bacil F. A Motif-Index of Traditional Polynesian Narratives. Honolulu: University of Hawai'i Press, 1971. Accessed September 11, 2021. doi:10.2307/j.ctvp2n3hb.
- Kristić, Branislav (1984). Indeks motiva narodnih pesama balkanskih Slovena. Ed. I. Nikolié. Belgrad: Minerva.
- Lichtblau, K., S. Obermayer, and C. Tuczay, (1982). Motiv-Index der deutschsprachigen weltlichen Erzählliteratur von den Anfangen bis 1400. Fabula 23: 293–95.
- Marzolph, Ulrich (1983). Motiv-Index der arabischen literarischen Anekdote. Fabula 24: 275–7.
- Neugaard, Edward (1993). Motif-index of medieval Catalan folktales. Binghamton, N.Y: Center for Medieval and Early Renaissance Studies.
- Neuland, Lena (1981). Motif-index of Latvian folktales and legends. FF Communications 229. Helsinki: Academia Scientiarum Fennica.
- Sakaoǧlu, S. (1980). Anadolu-tiur efsanelerinde tas kesilme motifi ve efsanelerin tip katalogu. Ankara: Ankara Universitesi Basemev.
- Smith, R. E. (1980). Type-index and motif-index of the Roman de Renard. Uppsala: Etnologiska Institutionen.
- Tracy, Ann B. (1981). The gothic novel 1790-1830: Plot summaries and index to motifs. Lexington: University Press of Kentucky.
- Wurzbach, Natascha and Simone Salz (1995). Motif index of the Child corpus: The English and Scottish popular ballad. Berlin: de Gruyter.